# Zhang Fei
Zhang Fei (張飛T, 张飞S, Zhāng FēiP) (... – 221) è stato un ufficiale cinese del periodo dei tre regni.
Fratello giurato di Liu Bei e Guan Yu fu uno dei suoi più importanti generali del regno di Shu; la sua forza era incredibile, e si diceva che "Zhang Fei ha la forza di 10.000 uomini".
Si distinse nella ritirata dell'esercito di Liu Bei di molto rallentato dall'esodo di civili (circa 100.000) nella quale fu nominato comandante della retroguardia e bloccò l'armata di Cáo Cāo a Chang Ban; si narra che ne abbia arrestato la marcia con un potentissimo grido di guerra, e che abbia approfittato di quell'attimo di incertezza del nemico facendo crollare il ponte che doveva difendere.
In seguito alla morte del fratello giurato Guan Yu, Zhang Fei fu preso dalla disperazione e, spesso ubriaco, commise molti soprusi sul suo esercito che lo assassinò nel sonno, prima che Liu Bei potesse iniziare la sua campagna punitiva contro il regno di Wu, tragicamente conclusasi ad Yi Ling.

## Nella cultura di massa
Appare come personaggio giocabile nella serie di videogiochi Dynasty Warriors (serie).